# Hindola apicalis
Hindola apicalis är en insektsart som beskrevs av Maa 1963. Hindola apicalis ingår i släktet Hindola och familjen Machaerotidae. Inga underarter finns listade i Catalogue of Life.